# Petr Samec
Petr Samec (Frýdek-Místek, 14 febbraio 1964) è un ex calciatore ceco, di ruolo attaccante.

## Palmarès

### Individuale
- Capocannoniere della Coppa delle Coppe UEFA: 1

1995-1996 (9 reti)